# Travoprost
El travoprost es un medicamento que se utiliza en oftalmología para disminuir la presión intraocular y evitar la progresión del glaucoma. Se emplea en forma de gotas oftálmicas que se aplican directamente sobre el ojo.
El travoprost es un potente fármaco que actúa incrementando la reabsorción del humor acuoso. El humor acuoso es un líquido que ocupa la cámara anterior y cámara posterior del ojo. El equilibrio alterado entre la producción y reabsorción del humor acuoso causa hipertensión ocular, la cual a su vez es el principal factor de riesgo para la aparición de glaucoma. Si la hipertensión ocular no se trata, la evolución del glaucoma se acelera, lo cual puede conducir a perdida de visión irreversible.

## Indicaciones
Reducción de la hipertensión ocular en pacientes con glaucoma de ángulo abierto.El código ATC para este medicamento es S01EE04

## Descripción
La acción del fármaco se inicia a las dos horas de su aplicación, es máxima a las 12 horas y no supera las 24, por lo cual se aconseja administrarlo una vez al día preferiblemente por la noche.

## Efectos secundarios
Uno de los efectos secundarios más llamativos es que puede producir un oscurecimiento del iris por estimulación de los melanocitos, los cuales responden al fármaco aumentando la producción del pigmento melanina. Este fenómeno no es grave y no obliga a interrumpir el tratamiento, pero puede llegar a ocasionar heterocromía, es decir diferencia entre el color de ambos ojos.

## Otros fármacos
Entre los medicamentos que comparten con el travoprost su acción reductora de la presión intraocular se encuentran algunos fármacos oftalmológicos como la brimonidina, el timolol y la pilocarpina.